# Christian Skov
Christian Skov (født 22. maj 1922 i Løjt Kirkeby, død 20. november 2016 i Aarhus) var en dansk forfatter og skolelærer.
Skov skrev skønlitterær prosa og udgav ni bøger i form af romaner og novellesamlinger i perioden 1968-2003. Han tog gerne udgangspunkt i oplevelser fra sin opvækst i Svenstrup og Sønderborg på Als. For romanen Høstnætter modtog han i 1994 Kritikerprisen og blev indstillet til Nordisk Råds Litteraturpris.

## Priser og hæder
- 1980 Sprogforeningens Litteraturpris
- 1984 Herman Bangs Mindelegat
- 1991 H.V. Clausen og Johan Ottosens legat til fremme af danskheden i Sønderjylland
- 1991 Jeanne og Henri Nathansens Fødselsdagslegat
- 1991 Knud Nissens Legat
- 1991 Statens Kunstfond – Livsvarig ydelse
- 1991 Poeten Poul Sørensen og fru Susanne Sørensens Legat
- 1992 Drassows Legat
- 1993 Beatrice-Prisen
- 1994 Kritikerprisen for Høstnætter
- 1998 Albert Dams mindelegat